# Zbrodnie w Bukowinie
Zasugerowano, aby ten artykuł podzielić na różne artykuły – artykuł opisuje 2 różne wydarzenia.
Zbrodnie w Bukowinie – zbrodnie dokonane w 1943 przez Ukraińską Policję Pomocniczą na polskich mieszkańcach Bukowiny oraz zbrodnia odwetowa dokonana przez oddział partyzancki NOW-AK „Ojca Jana”, której ofiarą padli zamieszkujący ją Ukraińcy.
Według J. Estreicha w 1943 roku doszło do napaści oddziału Ukraińskiej Policji Pomocniczej na wieś Bukowina w powiecie biłgorajskim, w czasie której zginęło kilkunastu Polaków.
Po wysiedleniu polskich mieszkańców Bukowiny przez hitlerowców ich gospodarstwa przejęli sprowadzeni przez władze okupacyjne Ukraińcy. 26 lipca 1943 roku oddział partyzancki NOW-AK „Ojca Jana” zaatakował wieś. Spalono wówczas 31 gospodarstw należących pierwotnie do Polaków, a zamieszkanych przez Ukraińców, zabijając ok. 10 z nich i ciężko raniąc dalszych siedmiu. Był to pierwszy przypadek napaści na ukraińską ludność cywilną Zamojszczyzny, w czasie której zaatakowano jej większą grupę.